# Trichechinae
Trichechinae – podrodzina wodnych ssaków łożyskowych z rodziny manatowatych (Trichechidae). 

## Rozmieszczenie geograficzne
Podrodzina obejmuje trzy żyjące współcześnie gatunki występujące w przybrzeżnych rejonach zachodniej części Oceanu Atlantyckiego, od Florydy po północną Brazylię oraz baseny Amazonki i Orinoko.

## Podział systematyczny
Do podrodziny Trichechidae zaliczane są 3 współcześnie żyjące gatunki należące do jednego rodzaju:
- Trichechus Linnaeus, 1758 – manat

Opisano również rodzaje wymarłe:
- Potamosiren Reinhart, 1951[15] – jedynym przedstawicielem był Potamosiren magdalenensis Reinhart, 1951
- Ribodon F. Ameghino, 1883[16] – jedynym przedstawicielem był Ribodon limbatus Ameghino, 1883